# Flänshjul

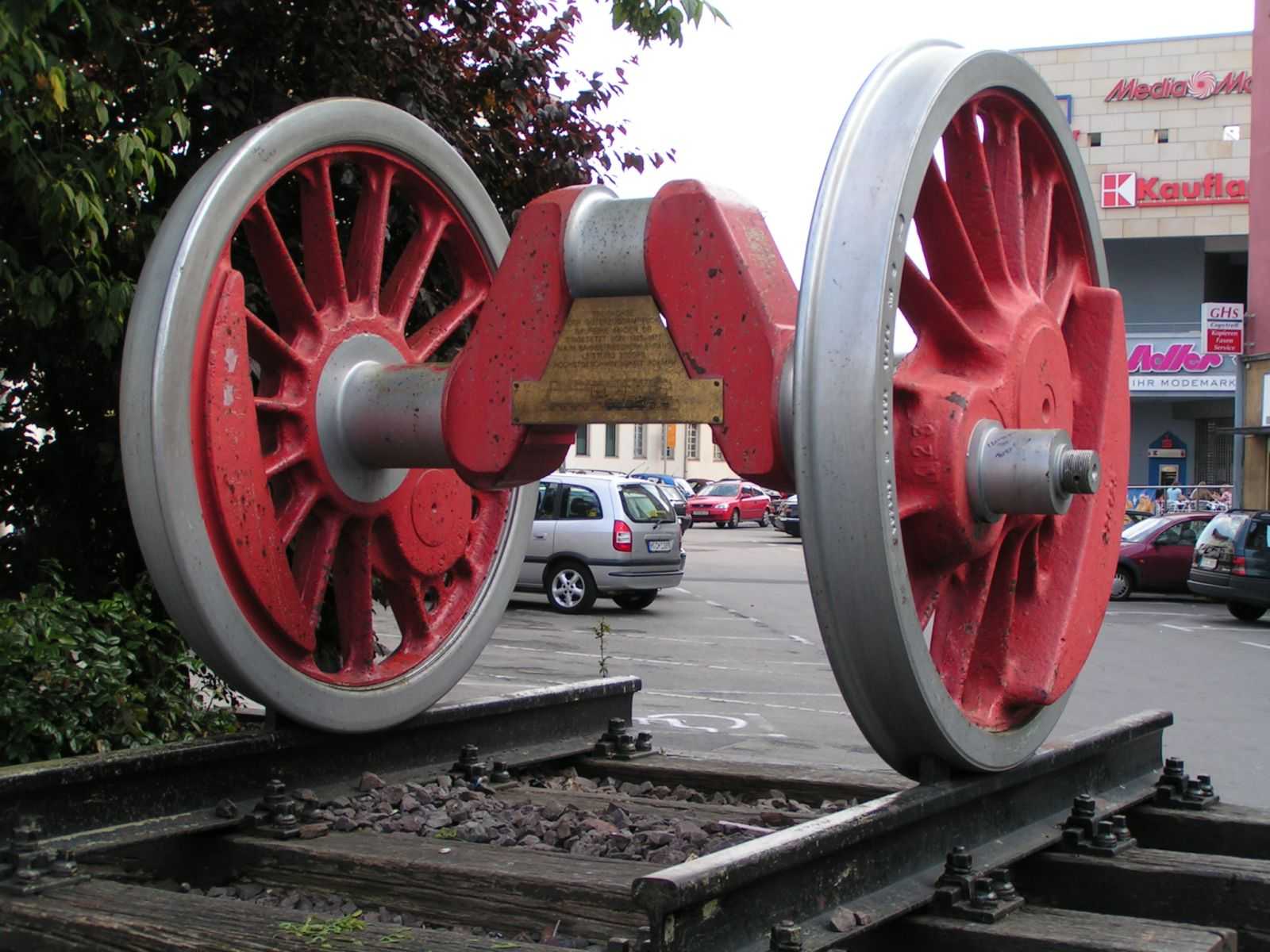
Drivaxel till ett ånglok med en vevsläng för en tredje mittre cylinder.

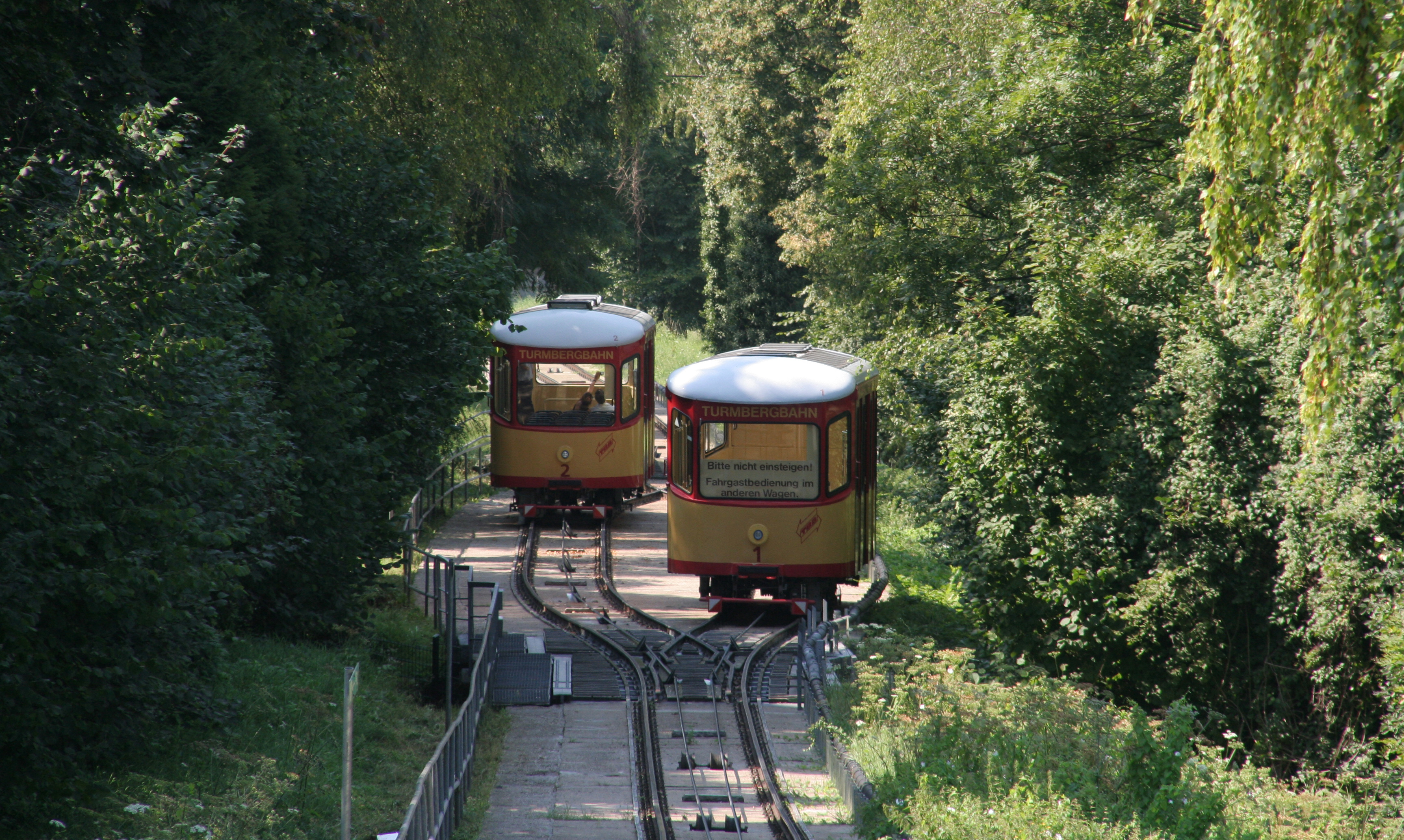
Tysklands äldsta bergbana i drift (Turmbergbahn). Observera växeln för dubbelflänsade hjul på utsidorna.

Flänshjul är ett stålhjul för rälsgående fordon.

## Typer
- Hjul med en fläns på innersidan av spåret. För tåg, tunnelbana och spårvägar har hjulen en fläns placerad på insidan av spåret. Hjulen ges en konisk rullyta och blir självcentrerade. Se gångegenskaper (tåg).
- Hjul med en fläns på utsidan av spåret förekom endast i järnvägens barndom och ger helt olämpliga gångegenskaper.
- Hjul med flänsar på både ut- och insidan. Förekommer på endast ena sidan för bergbanor och lyftkranar. Hjulet på andra sidan saknar då flänsar. Bergbanor, där två vagnar är sammanbundna med en lång wire, och där den ena vagnen går upp medan den andra går ned, kräver att de två vagnarna möts på halva sträckan. Den ena vagnen har då dubbelflänsar på vänstra sidan och den andra på den högra och några växeltungor behövs då inte vid mötesplatsen.

## Konstruktioner

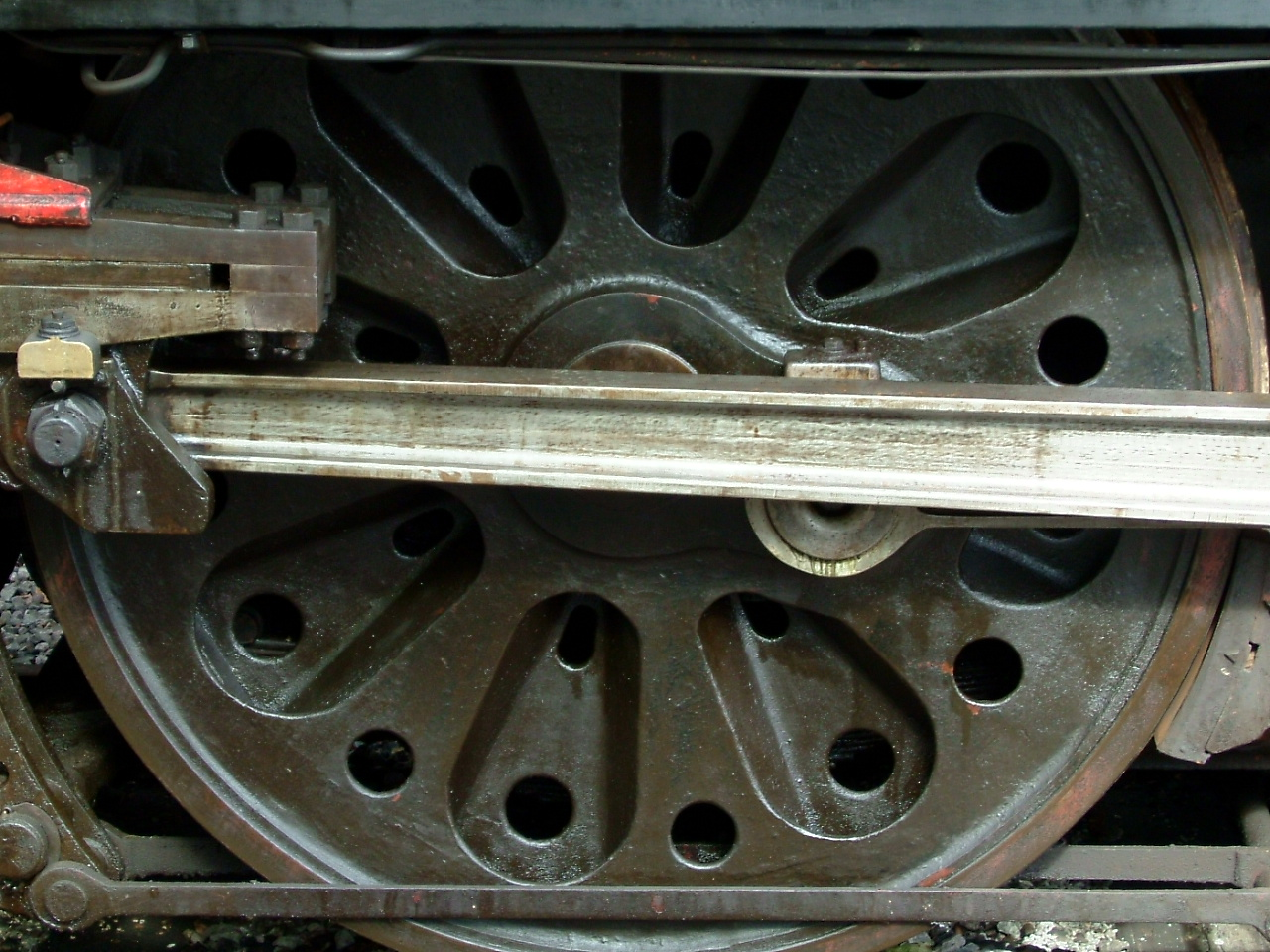
Det amerikanska ekerhjulet "Boxpox" med hålrum som minskade vikten.

### Ekerhjul
Ekerhjul förekom i järnvägens barndom. Var antingen av gjutjärn, stålgjutgods eller smidesgods. En vanlig konstruktion var det amerikanska "Boxpoc"-hjulet. Se figur.

### Ringhjul

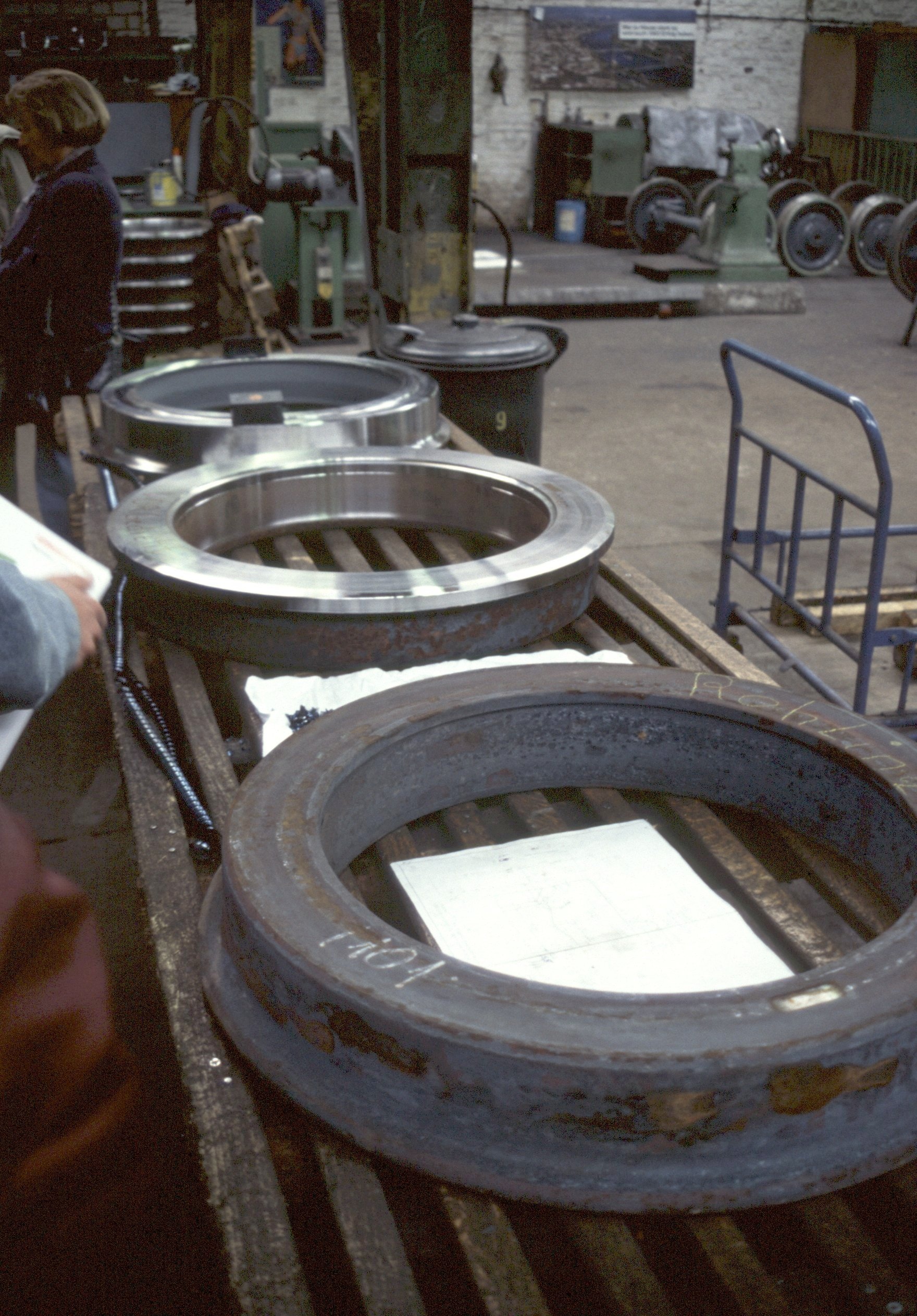
Hjulringar till järnvägshjul.

År 1852 tog tysken Alfred Krupp patent på en metod att tillverka stålringar för hjulets rullyta, som kunde pressas på en hjulskiva. Krupps idé var att smida upp ett hål i ett stålstycke som sedan valsades ut till en ring. Metoden gav mycket hög hållfasthet i den valsade ringen. Innerdiametern svarvades något mindre än ytterdiametern på hjulskivan. Genom att värma ringen kunde man pressa på ringen på hjulet och få en mycket stark krympförbindning. Se figur. Genom att förse hjulskivan med en liten fläns på samma sida som ringens fläns, säkrades att ringen inte kunde krängas av vid för stort flänstryck. 

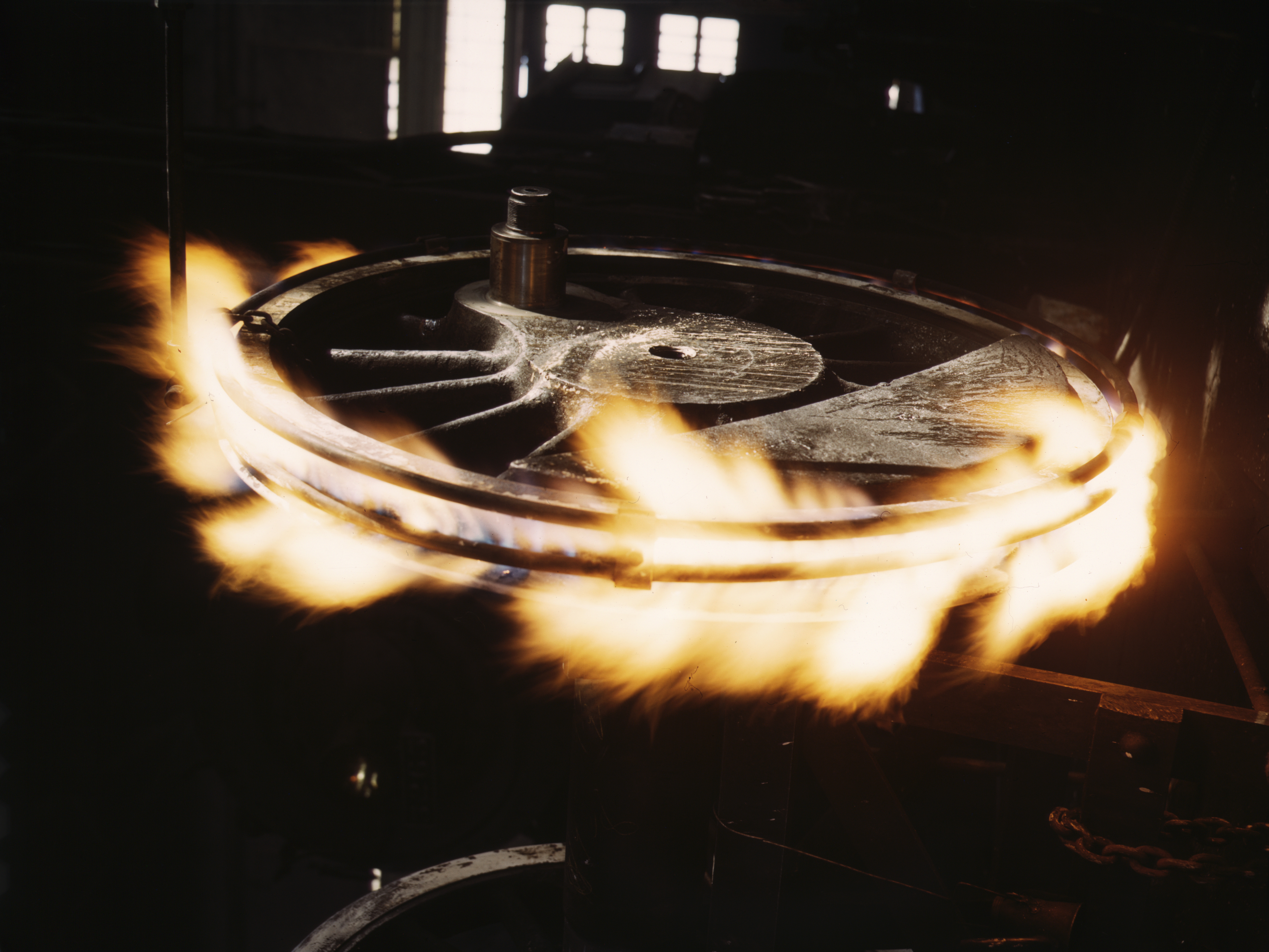
Uppvärmning vid byte av hjulring till en ångloksaxel.

  Fördelarna med ringhjulen var dels att ringen var mycket slitstarkare och dels att man kunde byta bara ringen när hjulet var utslitet. Krupps ringhjul blev en succé, speciellt i USA, och blev grunden till den senare stora Kruppkoncernen. Ringhjul användes fortfarande. Ringarna byts vanligen efter 600 000 kilometer. En nackdel är dels att bromsklotsar kan överhetta ringen och dels att "hjulplattor" (slitmärken efter hjullåsningar) kan valsa ut ringen. Ringhjul måste därför regelbundet kontrolleras med ultraljud. Järnvägsolyckan i Eschede i Tyskland där ett höghastighetståg (ICE) tappade en hjulring blev slutet för ringhjul på snabba persontåg. Se även haverikommissionens rapport från en urspårning i Rotebro: 

### Helhjul

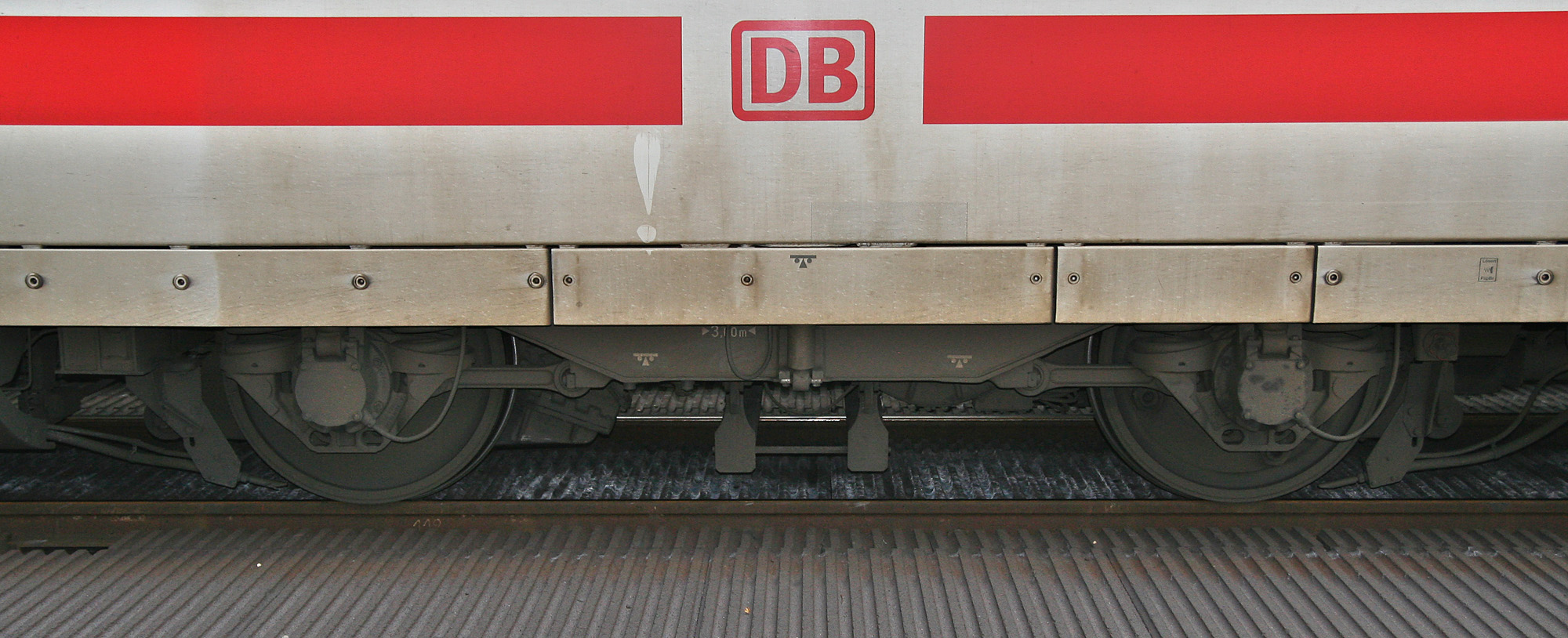
Hjulboggi med helhjul på tyska ICE-1-tåget.

Helhjul har använts från 2000-talet för alla nya snabba persontåg. Fördelen är att de kan göras lättare eftersom de saknar ringar. De kan även rulla upp till 2 500 000 kilometer innan byte.
Oavsett hjulkonstruktion har järnvägsförvaltare börjat installera detektorer på strategiska ställen i spårnätet, som bl.a. kan detektera hjulfel, tex hjulringar som blivit varma och kan lossa eller hjul med plattor som kan skada rälsen.

## Löpytan
Löpytan, där kontakten med rälsen sker, utsätts för stora påkänningar. Vid 30 tons axeltryck ska en liten yta bära upp 15 ton och dessutom de stora dynamiska krafterna. Hjulringar och helhjul är därför omsorgsfullt härdade. Vidare har man något mjukare yta på hjulen än på rälsen för att få slitaget på hjulen och inte på rälsen.
Under hösten med löv på spåren, ökar risken för hjulplattor när hjulen låses vid bromsning. Hjulplattorna ger slag mot rälsen som är skadliga. Hjulens slitage mäts regelbundet och vid behov svarvas hjulen om på sin axel så att rätt profil på rullytan återfås. Max 2 mm skillnad mellan hjulen på en axel tillåts. Vid svarvning av ett helhjul tas 4 – 5 mm bort. Totalt kan 50 mm svarvas bort innan hjulen byts.
Ett nytt fenomen efter de höga hastigheter som nu förekommer är högfrekventa självsvängningar i hjulaxlarna som ger vågor i rälsen och ännu mer svängningar. Det har orsakat inre sprickbildningar som gjort att stora brottstycken lossnat från hjulen på X2. Se referens nedan.

## Hjulens adhesion mot rälsen
Adhesion är den kraft som verkar på molekylnivå mellan hjulet och rälsen när slirning ej sker (vid slirning gäller friktion i stället). När det gäller drivhjul talar man om adhesionsvikten som är den tyngdkraft som hjulet har mot rälsen. Adhesionsvikten multipliceras med adhesionsfaktorn för att ge adhesionskraften. Adhesionsfaktorn påverkas delvis av hastigheten och av föroreningar på spåret, till exempel höstlöv. Adhesionsfaktorn kan ökas genom att sanda på rälsen.
Adhesionskraften bestämmer hur tungt tåg ett lokomotiv kan dra - vagnvikten. Två exempel:
- Ett Rc4-lok har 3,6 MW effekt och adhesionsvikten 78 ton. Om uppförsbacken har en lutning av 10 ‰ så klarar de 1600 tons vagnvikt. Vid 17 ‰ lutning (den branta Järneträskbacken i Norrbotten) klarar det bara 1100 ton.
- Ett IORE malmlok har 10,8 MW effekt och adhesionsvikten 360 ton. Startdragkraften är 13.734 ton. Det klarar att dra 5.800 ton uppför en lutning av 10 ‰ och 4.600 ton uppför en lutning av 17 ‰.